# Botany Point
Botany Point är en udde i Antarktis. Den ligger i Sydshetlandsöarna. Argentina, Chile och Storbritannien gör anspråk på området.
Terrängen inåt land är kuperad. Havet är nära Botany Point åt sydväst. Trakten är glest befolkad. Närmaste befolkade plats är Commandante Ferraz Station, 3,6 kilometer väster om Botany Point. 